# Santiago, Italia
Santiago, Italia è un film del 2018 diretto da Nanni Moretti.

## Trama
Il film documentario racconta i mesi successivi al colpo di Stato in Cile del 1973 attraverso filmati d'archivio e interviste odierne ai protagonisti, concentrandosi particolarmente sul ruolo rivestito dall'ambasciata italiana a Santiago del Cile, che diede rifugio a centinaia di oppositori di Augusto Pinochet, consentendo poi loro di arrivare in Italia. Tra gli intervistati principali figurano nel film i due diplomatici Piero De Masi (al tempo Incaricato d'Affari dell'Ambasciata) e Roberto Toscano.

## Distribuzione
Il film è stato proiettato il 1º dicembre 2018 come film di chiusura del trentaseiesimo Torino Film Festival e distribuito nei cinema italiani da Academy Two a partire dal 6 dicembre.

## Riconoscimenti
- 2019 - David di Donatello
  - Miglior documentario